# Indywidualne Mistrzostwa Szwecji na Żużlu 1964
Indywidualne Mistrzostwa Szwecji na Żużlu 1964 – cykl turniejów żużlowych, mających wyłonić najlepszych żużlowców szwedzkich. Tytuł wywalczył Ove Fundin (Kaparna Göteborg). 

## Finał
- Sztokholm, 25 września 1964

| Msc. | Zawodnik                | Klub                 | Pkt   |  |  |
| ---- | ----------------------- | -------------------- | ----- |  |  |
| 1    | Ove Fundin              | Kaparna Göteborg     | 14 +3 |  |  |
| 2    | Rune Sörmander          | Dackarna Målilla     | 14 +2 |  |  |
| 3    | Björn Knutsson          | Vargarna Norrköping  | 12    |  |  |
| 4    | Sören Sjösten           | Vargarna Norrköping  | 11    |  |  |
| 5    | Göte Nordin             | Getingarna Sztokholm | 10    |  |  |
| 6    | Leif Larsson            | Getingarna Sztokholm | 10    |  |  |
| 7    | Per Tage Svensson       | Dackarna Målilla     | 7     |  |  |
| 8    | Gunnar Malmqvist        | Njudungarna Vetlanda | 7     |  |  |
| 9    | Bernt Nilsson           | Getingarna Sztokholm | 6     |  |  |
| 10   | Per Olof Söderman       | Vargarna Norrköping  | 6     |  |  |
| 11   | Bengt Jansson           | Getingarna Sztokholm | 5     |  |  |
| 12   | Bo Magnusson            | Kaparna Göteborg     | 5     |  |  |
| 13   | Bengt Svensson          | Örnarna Mariestad    | 4     |  |  |
| 14   | Hans Holmqvist          | Folkare MK Avesta    | 3     |  |  |
| 15   | Bo Josefsson            | Njudungarna Vetlanda | 3     |  |  |
| 16   | Curt Eldh               | Vargarna Norrköping  | 2     |  |  |
|      | rez. Willihard Thomsson | Folkare MK Avesta    | 1     |  |  |